# Jan Schenkman
Jan Schenkman (Amsterdam, 1 oktober 1806 – aldaar, 4 mei 1863) was een Nederlands onderwijzer, dichter, auteur van kinderboeken en humorist.

## Biografie
Jan Schenkman was enig kind van molenaarknecht Gerrit Schenkman en zijn vrouw Geesje van den Bosch. Hij werd op 10 oktober Nederlands Hervormd gedoopt in de Zuiderkerk te Amsterdam. Hij trouwde 29 augustus 1832 met de dochter van een diamantslijper, Elisabeth Alida Cuke, en ze kregen vier kinderen. Nadat Elisabeth was gestorven trouwde hij nogmaals, met Anna Maria Elisabeth Endters, en liet bij zijn dood acht kinderen achter.
Schenkman was tot 1849 onderwijzer aan een particuliere school op de Anjeliersgracht. Hij was een prominent lid van de Maatschappij tot Nut van 't Algemeen.
Hij heeft het moderne sinterklaasfeest voor het eerst in een samenhangend verhaal in prentenboek weergegeven. In zijn boekje Sint Nikolaas en zijn knecht (Amsterdam, 1850 en herdrukken tot in 1907) verwerkte hij bekende elementen als het paard, het rijden over de daken, het schenken van cadeaus of een roe via de schoorsteen en Sints komst uit Spanje. Hij voerde echter ook nieuwe elementen in: de stoomboot waarmee Sint-Nicolaas in Amsterdam aankomt en de zwarte page – waar vervolgens de figuur van Zwarte Piet uit is ontstaan – als hulpje van de Sint. Schenkman schreef daarin de tekst van het sinterklaaslied Zie ginds komt de stoomboot dat later op de melodie is gezet van Im Märzen der Bauer.
Jan Schenkman was in zijn tijd bekend om zijn humoristische gedichten en verhalen. Hij publiceerde zijn teksten via twee uitgevers; G. Theod. Bom was de uitgever voor zijn respectabele werk, zoals zijn kinderboeken, en J.A. Schuurmans was de uitgever voor zijn kluchtige en pikante, soms wellicht ook als antisemitisch te duiden werk.

## Publicaties
- Losse gedichten in almanakken

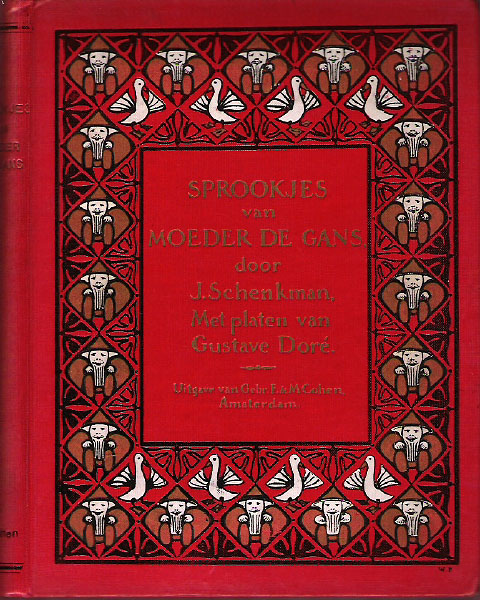
Sprookjes van Moeder de Gans, vertaald door Jan Schenkman, boekbandontwerp door Gustaaf van de Wall Perné

- Overpeinzingen van een eenvoudige burgerman op den 16den verjaardag van zijn zoon (1850)
- Sint Nicolaas schenkt ieder wat: boertig dichtstukje (1850)
- St. Nikolaas en zijn knecht, uitgeverij G. Theod. Bom, Amsterdam (1850)
- Rekwest van Amsterd. jongens aan den Burgemeester der stad (1850)
- Een ijverige hand vindt werk door 't gansche land (ca. 1850)
- Het nieuwe apenspel zonder weêrga (ca. 1850)
- De mislukte aanslag op de stad Amsterdam, door prins Willem den Tweede in het jaar 1650 (1851)
- Oud en nieuw. Berijmde voorlezingen en losse dichtstukjes (1851)
- Weer wat moois voor lieve kleinen (ca. 1851)
- Nieuwe gedichtjes op de vertellingen van Moeder de Gans (ca. 1851)
- Vertellingen van Moeder de Gans, uitgeverij G. Theod. Bom, Amsterdam (1851)
- Wat een eenvoudig burger dacht bij de onthulling van het standheeld voor Rembrandt van Rhijn. Boertig dichtstukje, 1852
- Jeremiade van Rembrandt van Rhijn in den avond van den 26 Mei 1852.
- Brief van St. Nicolaas aan zijne vrienden te Amsterdam. Luimig dichtstukje, 1852
- Het eerste prenteboek op moeders schoot (1852)
- De Belangrijke brief van eenen Amsterdamschen jood, vrijwilliger in het Fransche leger (onder pseudoniem Mozes Levie Zadok) (1852-1854)[4]
- Vermakelijk allerlei: prentjes met versjes (1855)
- Grappig allerlei. Prentjes met versjes (Amsterdam: G. Thed. Bom, z.j.)
- Nieuw AB boek, naar een oud rijmpje, en op een aardig wijsje (1856)
- Ontwerp van eene nieuwe belastingwet op de crinolines (1858)
- Het leven van Jan Klaassen (1859)
- Arlequin's bont AB boek (1860)
- Vos en konijn (1862)
- De kermis-artisten (1863)
- Humoristische voorlezingen in proza en poëzy. Met eene voorrede van J. van Lennep en portr. des schrijvers (1863)
- De nieuwe circus: groot paarden-spel voor het jeugdige publiek (1863)
- Humoristische voorlezingen in proza en poëzie (1863)
- De boerderij: nieuw prentenboek (ca. 1863)
- Asschepoester in het cirque Carré (1874, herdruk omstreeks 1885?)
- Gezellige plaatjes en versjes (ca. 1885)
- Pierrot's leven en bedrijf (ca. 1900)

### Publicaties van Schenkman online
- Sint Nicolaas en zijn knecht, 1850
- Andere uitgave van Sint Nicolaas en zijn knecht, 1850
- Nieuwe gedichtjes op de vertellingen van Moeder de Gans, 1851

- Biografisch Portaal: 31263814
- Digitale Bibliotheek voor de Nederlandse Letteren: sche039
- Gemeinsame Normdatei: 106799355X
- International Standard Name Identifier: 0000 0000 4818 2780
- Library of Congress Control Number: no2006044150
- MusicBrainz: c5831f8d-a2cf-47d9-bc8a-c8a85ff88b34
- Nationale Bibliotheek van Israël: 987007597876505171
- Nederlandse Thesaurus van Auteursnamen: 073686360
- Virtual International Authority File: 14522778
- WorldCat: E39PBJwp3wHkxBdQPHyMwT9FKd